# Therese von Artner

Briefe über einen theil von Croatien und Italien, 1830

Therese von Artner (Šintava, 19 aprile 1772 – Zagabria, 25 novembre 1829) è stata una scrittrice di lingua tedesca, originaria del Regno d'Ungheria.

## Biografia
Therese von Artner nacque nel 1772, prima dei cinque figlie del generale austriaco Leopold von Artner e di sua moglie Magdalena. Trascorse la sua vita nella Mitteleuropa, tra circoli letterari e scrivendo talvolta sotto pseudonimo. Imparò la lingua italiana e lesse gli autori italiani in lingua originale.

## Opere
- (DE) Briefe über einen theil von Croatien und Italien an Caroline Pichler, Halberstadt, Carl Brüggemann, 1830.